# Zenit (sociedad deportiva)
Zenit (en ruso: Зенит, que significa cenit) fue la sociedad deportiva soviética para los trabajadores de la industria armamentística de ese entonces, establecida en 1936. Debido a la reorganización de las sociedades deportivas, entre 1957 y 1966, los colectivos físico-culturales de Zenit eran parte de la República Socialista Federativa Soviética de Rusia, igual que otras sociedades deportivas republicanas. En 1966, Zenit volvió a separarse de la Rusia Soviética. En la década de 1970, Zenit tenía cerca de 1.000 complejos deportivos, 13.000 campos de fútbol y de otros deportes, y más de 100 Escuela de Deportes para la Infancia y la Juventud.
El nombre se ha mantenido después de la caída de la Unión Soviética y del sistema ruso-soviético, sobre todo gracias al FC Zenit San Petersburgo en fútbol, el cual ha ganado la liga rusa en 6 ocasiones, además de la Copa de la UEFA 2007-08 y la Supercopa de la UEFA 2008, todo gracias a la inversión de la multinacional gasífera Gazprom, quien es su propietario desde 2005, así como también propietario de la sociedad deportiva y de todos sus activos.  

## Clubes

### Fútbol
- FC Zenit Penza
- FC Zenit San Petersburgo (con su filial FC Zenit-2 San Petersburgo)
- FC Zenit-Izhevsk Izhevsk
- FC Zenit Irkutsk

### Baloncesto
- BC Zenit San Petersburgo

### Voleibol
- VK Zenit Kazán